# Conseil tribal nuu-chah-nulth
Le Conseil tribal nuu-chah-nulth (Nuu-chah-nulth Tribal Council en anglais) est un conseil tribal de Première Nation dans la province canadienne de Colombie-Britannique, situé sur la côte est de l’île de Vancouver.

## Ha-Shilth-Sa
Le journal Ha-Shilth-Sa (haašiłsa, « nouvelles intéressantes », en nuuchahnulth) est publié depuis 1974 par le Conseil tribal nuu-chah-nulth.